# Представительство Тайваня в Литве
Представительство Тайваня в Литве (кит. 駐立陶宛台灣代表處; лит. Taivano atstovybė Lietuvoje) — учреждение, аккредитованное Китайской Республикой (Тайванем), для развития отношений с Литвой. Поскольку Литва не установила официальных дипломатических отношений с Тайванем, представительство не имеет дипломатического статуса, но может рассматриваться как посольство де-факто. Является первым представительством с использованием названия «Тайвань» вместо «Тайбэй» в европейской стране, не имеющей официальных отношений с Тайванем, и первым представительством в мире, в котором используется прилагательное «тайваньский».
В ответ на открытие представительства Китайская Народная Республика (КНР), которая считает Тайвань частью своей территории, ввела ряд санкций против Литвы.

## История

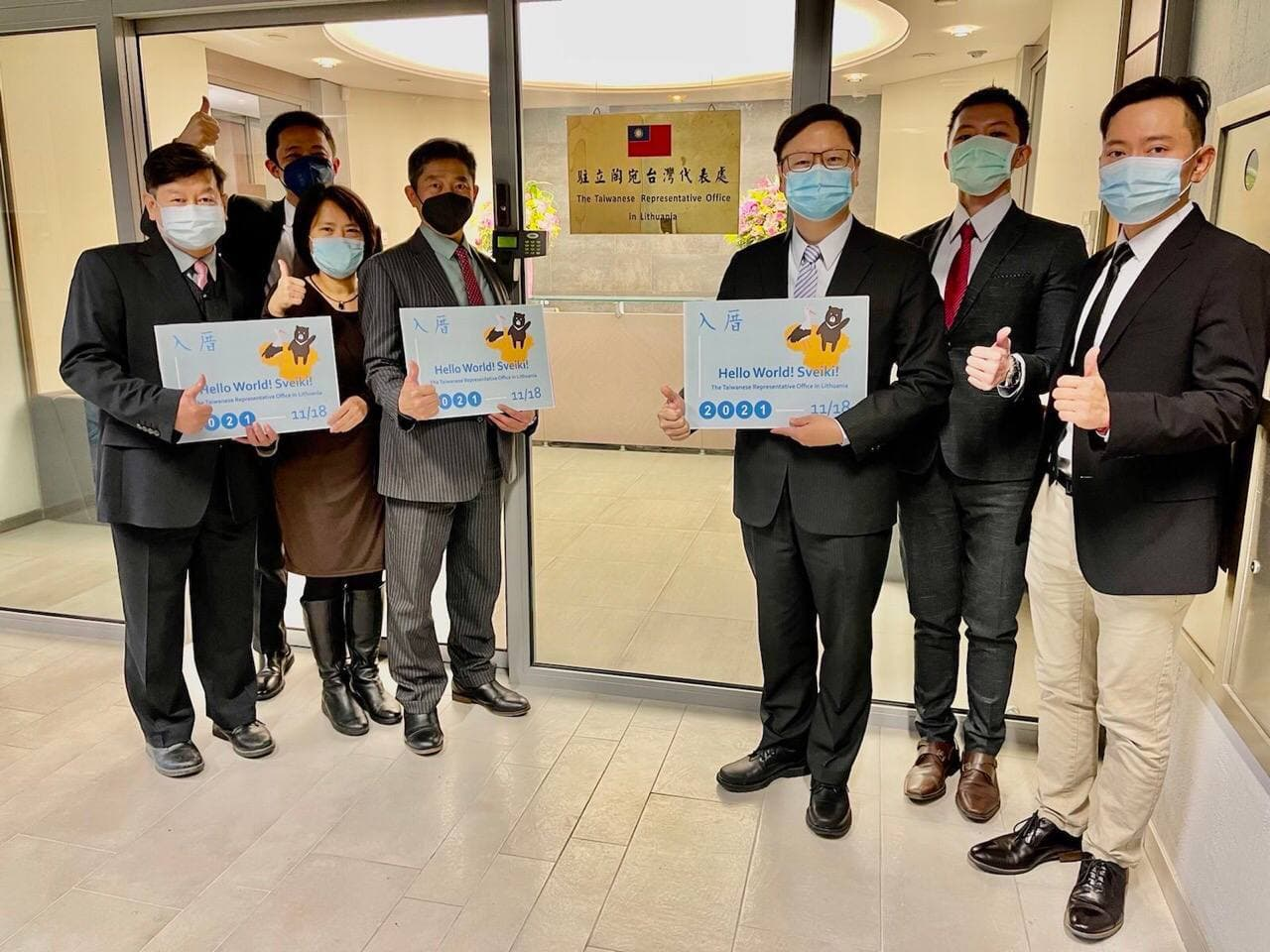
Представительство Тайваня в Литве

Отношения Литвы и Тайваня стали активнее развиваться после подведения итогов парламентских выборов в Литве в 2020 году. Правящая коалиция в Сейме Литовской Республики направила усиления на поддержку Тайваня. Министр иностранных дел Литвы Габриэлюс Ландсбергис объявил об обсуждении планов по открытию представительства литовского бизнеса на Тайване, а несколько месяцев спустя заявил о планах открытия представительства Тайваня в Литве.
Глава представительства Тайваня в Литве Эрик Хуан заявил, что Тайвань создаст инвестиционный фонд в размере 200 миллионов долларов США для инвестиций в промышленность Литвы. Тайвань пообещал принять более 120 морских контейнеров с литовскими товарами, которые КНР не разрешила ввозить на свою материковую часть.

## Руководство
С 18 ноября 2021 года руководителем представительства Тайваня в Вильнюсе является Эрик Хуан.